# Sebastián Ortiz Vega
Sebastián Ortiz Vega (Piura, Provincia de Piura, Perú, 13 de marzo de 2005) es un futbolista peruano. Juega de mediocampista ofensivo y su equipo actual es el Clube Desportivo de Tondela de la Segunda División de Portugal.

## Trayectoria
Fue formado en la Academia de Fútbol San Antonio de Piura. En 2019 se unió a las divisiones menores del club Futebol Clube Paços de Ferreira.
Desde el 2023 juega en el Club Tondela de la Segunda División de Portugal y todavía no ha debutado con el primer equipo.